# Музей банка Абхазии
Музей банка Абхазии — музей в Сухуме, показывающий историю Республики Абхазия, её экономическую и религиозную культуру через денежные знаки, обращавшиеся на территории этого государства в течение 2500 лет. Открылся 14 мая 2021 года и располагается в левом крыле здания Национального банка республики.

## О музее
Решение о создании музея появилось в 2019 году, когда Нацбанк республики Абхазия стал активно заниматься своей пропагандой и популяризацией: организовывал нумизматические выставки, делал тематические публикации в изданиях. Все это вызвало интерес нумизматического сообщества и побудило к созданию открытого музея.
Открытие музея было приурочено ко дню рождения первого президента Абхазии, историка Владислава Ардзинба. 14 мая 2021 года на торжественной церемонии присутствовал действующий Президент Абхазии Аслан Бжания.

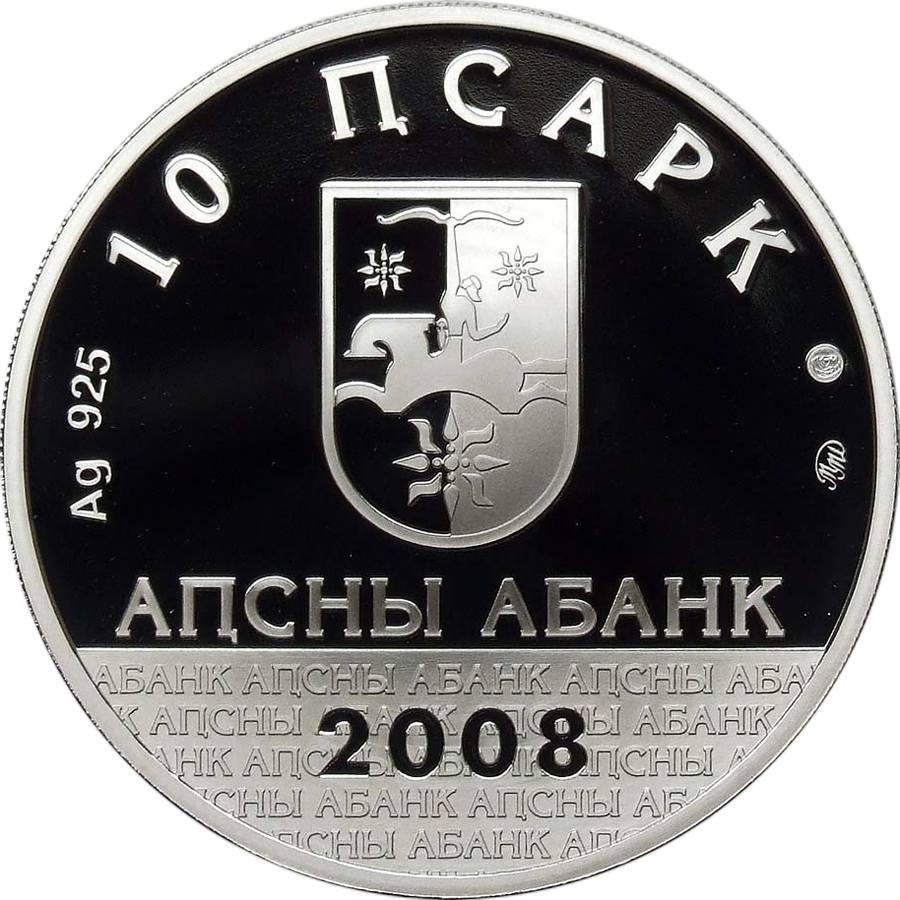
Монета «Аиааира»,
10 апсаров, 2008,
серебро 925, аверс

Экспозиция музея состоит из 6 основных разделов: античность, средневековье, Российская империя, боны революционного периода, монеты и банкноты Советского Союза, а также полная коллекция памятных монет Республики Абхазия — апсаров (на конец 2017 года было отчеканено более 60 разновидностей памятных монет различных номиналов).
Самыми древними денежными знаками, обнаруженными на территории современной Абхазии, являются монеты под условным названием «колхидки», которые чеканились на территории древней Колхиды. Также в музее можно увидеть монеты средневекового периода, есть византийские монеты, монеты арабского халифата, Сасанидского Ирана, Генуи, Османской империи и другие.
Всего в музее выставлено около пятисот экспонатов — часть из них находилась в хранилище банка Абхазии, другие приобретались на специализированных площадках, покупались у частных лиц, находивших монеты. Отдельные  монеты были подарены гражданами Абхазии.
Помимо нумизматики в экспозиции представлены эскизные рисунки, гипсовые модели и штемпели памятных монет, а также клише, использовавшиеся для печати памятных банкнот Абхазии.
Кроме обзорных и тематических экскурсий здесь организуются временные выставки, проводятся встречи, лекции, кинопоказы, музей принимает участие в ежегодной акции «Ночь музеев».